# ハザクラガイ
ハザクラガイ（Psammotaea minor）はシオサザナミ科に属する 二枚貝の一種で、約3cm以下の楕円形に近い貝殻の表面は白地に紫色の放射模様があるが、生時は黄褐色の薄い皮におおわれている。河口付近の汽水域の泥砂底に棲む。

## 外観
オチバガイやマスオウガイと似るが、形はオチバガイやマスオウガイほど殻長方向に細長く伸びず、やや楕円形に近い。殻頂は殻長のほぼ中央にあり、靭帯は後位。殻の前端は丸く、後端部はやや直線的に裁断されたような形。殻内面は、套線の湾入は丸くて殻長の半分を少し超える。オチバガイでは先が尖り水平に深く湾入するので区別できる。閉殻筋痕はマスオウガイと同様で、前側は細長く殻の前端に寄り、後ろ側は丸い形をしている。
これらPsammotaea属の貝は、殻の表面を黄褐色の薄皮で覆われる。近年ではGari属またはSanguinoralia属に含まれるようになったが、Gariの貝殻は薄皮に覆われないものが多い。浜に打ち上げられた貝殻は、波風に洗われたのち薄皮を失い、白地に紫色の放射線が伸びた美しい外観になる。

## 分布
相模湾以南。